# Atcham
Atcham is een civil parish in het bestuurlijke gebied Shropshire, in het Engelse graafschap Shropshire met 243 inwoners.

## Geboren
- Digby Tatham-Warter (1917-1993), militair